# Hülsenberg (Nordwohlde)
Koordinaten: 52° 55′ 16″ N, 8° 44′ 33″ O
Hülsenberg ist der Name eines Waldgebietes im Landkreis Diepholz (Niedersachsen). Es gehört größtenteils zum Bassumer Ortsteil Nordwohlde und ist Teil des 2302,00 ha großen Landschaftsschutzgebietes Hombach – Finkenbach – Klosterbach (LSG DH 00060), das im Jahr 1967 als solches ausgewiesen wurde (siehe Liste der Landschaftsschutzgebiete im Landkreis Diepholz).
Das Waldgebiet liegt östlich der B 51 und östlich des Hombaches zwischen dem Kernort Nordwohlde und dem Syker Ortsteil Sörhausen. Es erreicht eine Höhe von 56 Meter.
Beim Orkan Quimburga im Jahr 1972 (13. November) wurden 101 ha des Waldes zerstört, seitdem aber wieder aufgeforstet. In diesem Waldgebiet blüht alljährlich von Mitte Juli bis Mitte August die wildwachsende Orchidee Breitblättrige Stendelwurz (Epipactis helleborine) in größerer Anzahl.